# Gameloft
Gameloft SE là một nhà phát triển và phát hành trò chơi điện tử có trụ sở tại Paris, Pháp, được thành lập bởi người đồng sáng lập nên Ubisoft là Michel Guillemot. Công ty này hiện đang có 21 studio phát triển trên toàn thế giới, tập trung chủ yếu phát hành các sản phẩm tại thị trường game trên điện thoại di động. Từng là công ty đại chúng trên Sàn giao dịch chứng khoán Paris, Gameloft đã được mua lại và giờ trở thành công ty con của tập đoàn công nghệ Vivendi của Pháp vào năm 2016.

## Lịch sử

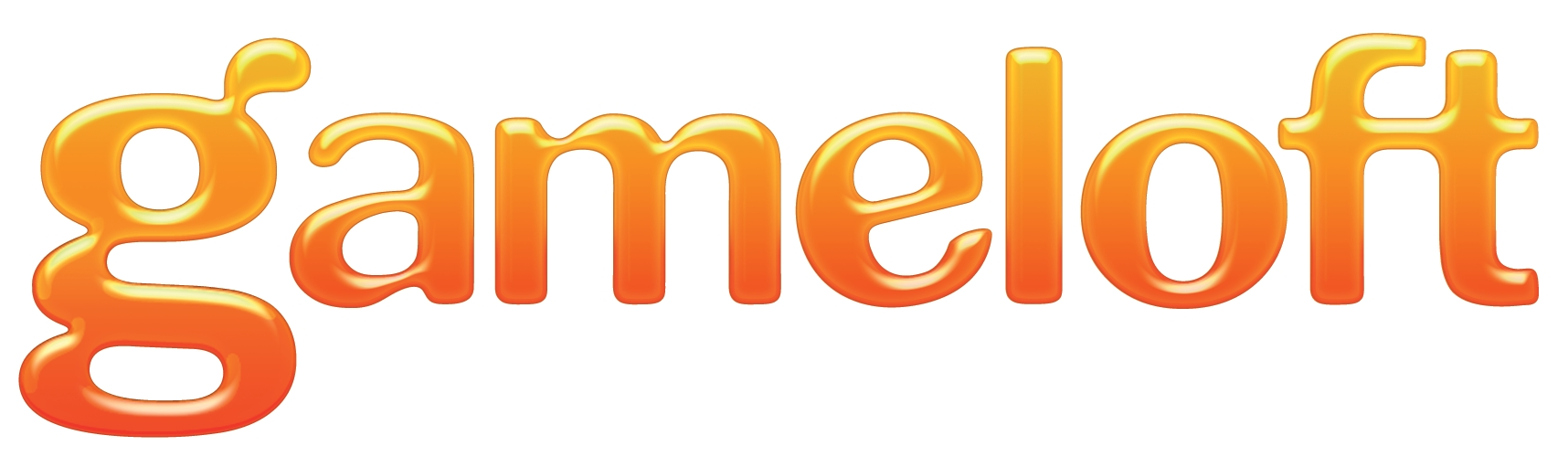
Logo của Gameloft năm 2008

Công ty được thành lập vào năm 1999 bởi anh em Guillemot. Vào tháng 6 năm 2016, tập đoàn truyền thông đa phương tiện Vivendi đã mua lại 30% cổ phần của Gameloft và CEO Michel Guillemot đã phải rời khỏi công ty.

## Các giải thưởng
Giải thưởng trò chơi trên kênh Spike TV năm 2007
- Trò chơi mobile của năm (Assassin's Creed)
- Trò chơi hành động hay nhất trên điện thoại (Assassin's Creed)
- Thiết kế đồ họa đẹp nhất trên điện thoại (Assassin's Creed)
- Trò chơi hành động hay nhất (Heroes: The Official Mobile Game)

Giải thưởng trò chơi trên kênh Spike TV năm 2008
- Trò chơi Mobile của năm (The Oregon Trail)[5]

Giải thưởng trò chơi năm 2007 của IGN:
- Trò chơi Chiến thuật hay nhất trên các thiết bị không dây (Rise of the Lost Empires) Lưu trữ ngày 9 tháng 1 năm 2009 tại Wayback Machine
- Cốt truyện hay nhất (American Popstar: Road to Celebrity) Lưu trữ ngày 14 tháng 10 năm 2008 tại Wayback Machine

Giải thưởng trò chơi năm 2008 của IGN:
- Trò chơi Nền tảng hay nhất trên các thiết bị không dây (Castle of Magic) Lưu trữ ngày 20 tháng 12 năm 2008 tại Wayback Machine
- Kỹ thuật đồ họa tốt nhất trên các thiết bị không dây (Hero of Sparta, iPhone) Lưu trữ ngày 20 tháng 12 năm 2008 tại Wayback Machine
- Trò chơi Hành động hay nhất trên các thiết bị không dây (Hero of Sparta, iPhone) Lưu trữ ngày 19 tháng 12 năm 2008 tại Wayback Machine
- Trò chơi Đua hay nhất trên các thiết bị không dây (Asphalt 4: Elite Racing, iPhone) Lưu trữ ngày 20 tháng 12 năm 2008 tại Wayback Machine